# Ivan Bek
Ivan Bek, anche chiamato Yvan Beck (Belgrado, 29 ottobre 1909 – Sète, 2 giugno 1963), è stato un calciatore jugoslavo naturalizzato francese.

## Carriera
Bek giocò per alcune squadre jugoslave e francesi. Prese parte al Mondiale 1930 con la Nazionale jugoslava. Disputò anche cinque partite con la Nazionale francese. Durante la Seconda Guerra Mondiale si unì alla resistenza francese, combattendo contro l'esercito tedesco.

## Palmarès

### Club
- Campionato francese: 1

Sète: 1934
- Coppa di Francia: 2

Sète: 1930, 1934